# Santa Cruz Itundujia
Santa Cruz Itundujia, Putla, Oaxaca. es una localidad del estado mexicano de Oaxaca. Es cabecera municipal de: municipio de Santa Cruz Itundujia.

## Población
| Censo | Población |
| ----- | --------- |
| 1900  | 3089      |
| 1910  | 3559      |
| 1921  | 619       |
| 1930  | 854       |
| 1940  | 318       |
| 1950  | 499       |
| 1960  | 430       |
| 1970  | 631       |
| 1980  | 327       |
| 1990  | 563       |
| 1995  | 684       |
| 2000  | 704       |
| 2005  | 870       |
| 2010  | 932       |
| 2020  | 965       |